# Chronologie de la pomme de terre

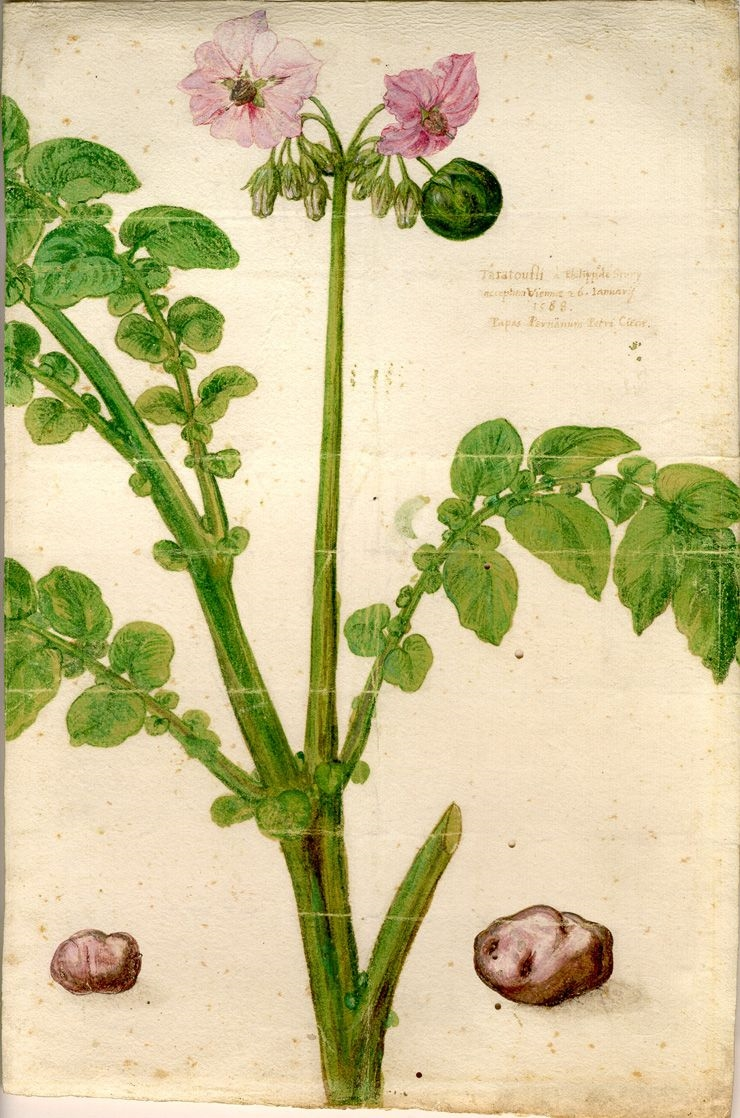
Aquarelle de Philippe de Sivry adressée à Charles de l'Écluse en 1588. Première illustration connue de la pomme de terre en Europe.

Pour un article plus général, voir Histoire de la pomme de terre.

## Origines
- 12 000 ans av. J.-C., datation de pommes de terre fossiles sur le site de Monte Verde (Chili), probablement consommées par des populations aborigènes[1].
- 8000 ans av. J.-C., datation de restes de tubercules de pommes de terre retrouvés dans des grottes du canyon Chilca au Pérou[2].
- 2000 ans av. J.-C., début de la domestication de la pomme de terre dans la région du lac Titicaca (Bolivie, Pérou)[3].
- 100, les pommes de terre sont distribuées à la civilisation Moche de la côte nord du Pérou[3].

## XVIesiècle

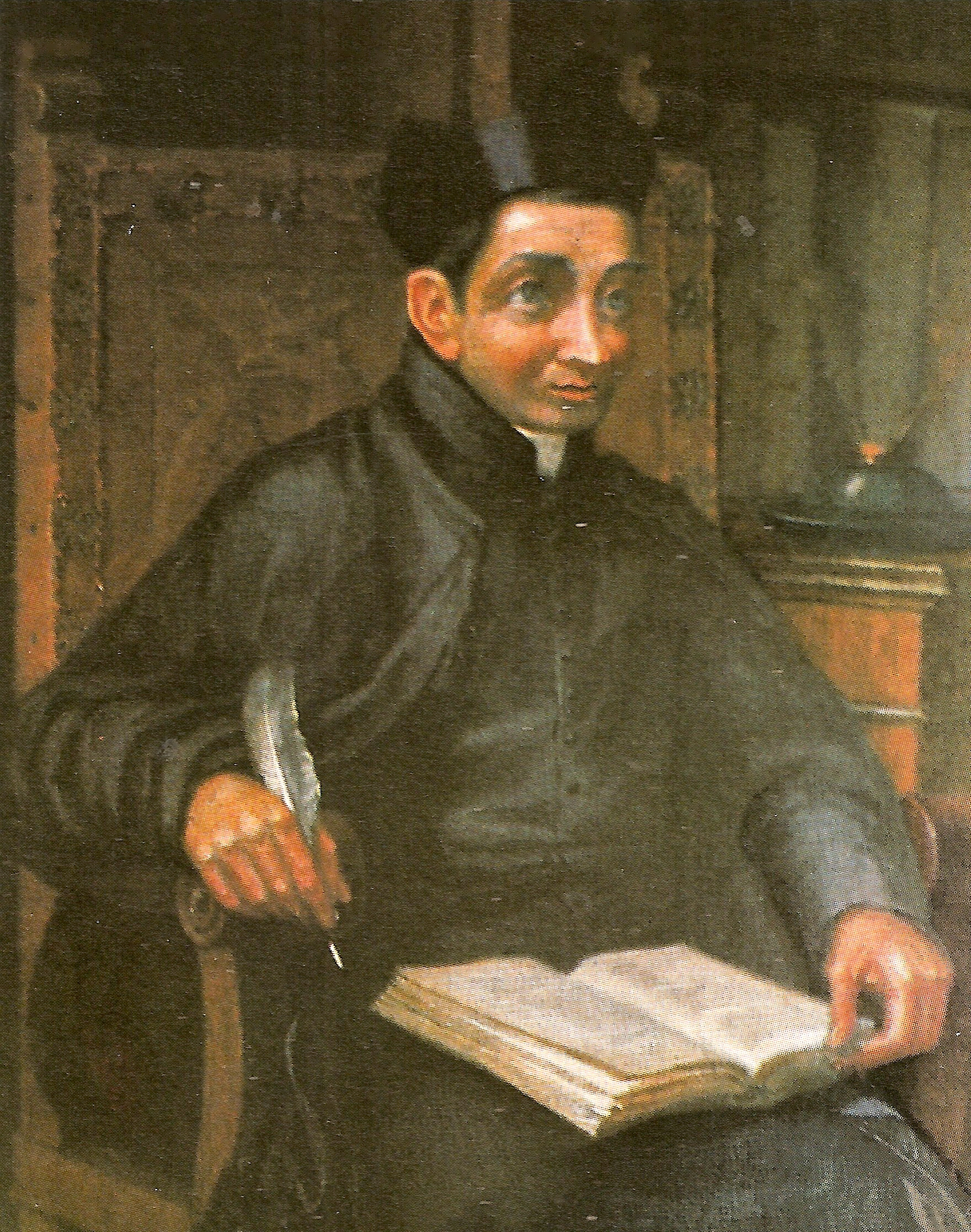
Juan de Castellanos

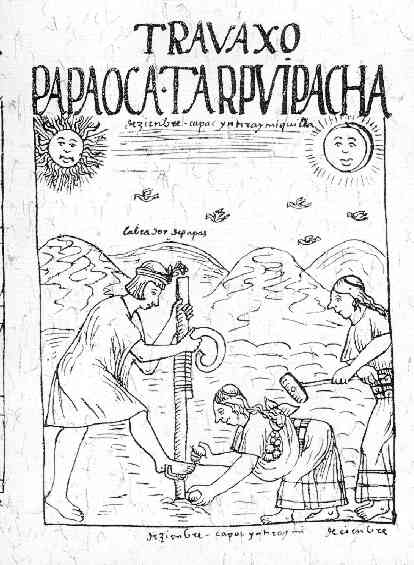
Plantation des papas avec le chaquitaclla (Nueva Coronica y Buen Gobierno, Felipe Guaman Poma de Ayala, 1615)

- 1532, les hommes de Pizarro ont probablement aperçu la pomme de terre pour la première fois à Cajamarca, dans le nord du Pérou[4].
- 1537, la découverte de la pomme de terre en Colombie au cours d'une expédition du conquistador espagnol, Quesada, est rapportée par Juan de Castellanos dans ses Elegías de varones ilustres de Indias[5], dont la première partie fut publiée pour la première fois en 1589[6].
- 1540, d'après une tradition locale du Haut-Vivarais, des trifolas (mot francisé en « truffoles » au XVIIIe siècle, pour désigner la pomme de terre) auraient été importées depuis Tolède (Espagne) par le moine franciscain Pierre Sornas originaire du hameau de Bécuse à Saint-Alban-d'Ay[7] (cette information, tirée d'un ouvrage postérieur publié en 1785, soit 245 ans plus tard, n'est confirmée par aucune source scientifique ou universitaire[8]).
- 1551, Pedro de Valdivia mentionne dans une lettre à Charles Quint que les Araucans de la région de Valdivia se nourrissent, entre autres, de pommes de terre (qu'ils appellent poñi)[9].
- 1552, publication de l'« Histoire générale des Indes » (Historia general de las Indias) de l'historien espagnol Francisco López de Gómara dans laquelle se trouve la première référence écrite à la pomme de terre[10].
- 1553, publication à Séville de la première partie de la Chronique du Pérou de Pedro de Cieza de León qui rapporte l'utilisation de la pomme de terre au Pérou vers 1538.
- 1557, Francisco de Cortés Hojea, explorateur espagnol, rapporte l'existence de pommes de terre cultivées dans l'archipel des Chonos (Chili)[1].
- 1557, Jérôme Cardan, dans son ouvrage intitulé De Rerum varietate, est le premier auteur italien à mentionner la pomme de terre : « Sur le penchant des montagnes, dans la région du Pérou, les papas sont comme une espèce de truffe, dont on se sert en place de pain, et qui sont engendrées dans le sol... On les fait sécher et on les appelle cinno »[11],[12].
- Le 12 décembre 1557, la pomme de terre bouillie (sous le nom de tartoufle[13]) est au menu du banquet organisé par Lancelot de Casteau pour le prince-évêque de Liège, Robert de Berghes[14].
- Novembre 1567, première attestation de la présence de la pomme de terre dans les îles Canaries[4].
- 27 décembre 1573, l'hôpital de la Sangre y de las Cinco Llagas de Séville achète des pommes de terre (supposées cultivées dans la région)[15].
- 1578, au cours de son périple autour du monde, le corsaire anglais Francis Drake, reçut des pommes de terre de la part des indigènes Lafkenches de l'île Mocha (sud du Chili)[16].
- 1584, le père carmélite, Nicolò Doria, aurait rapporté en 1584 la pomme de terre d'Espagne à Gênes (Ligurie) où ce tubercule aurait été cultivé pour la première fois en Italie[17].
- 1586-1588, introduction de la pomme de terre en Irlande, peut-être par Walter Raleigh, ou bien par suite du pillage de bâtiments de l'Invincible Armada[18].
- 1591, selon le botaniste italien, Giacomo Antonio Cortuso (L'orto dei semplici di Padova), la pomme de terre figurait en 1591 parmi les plantes cultivées dans le jardin botanique de Padoue[19].
- 1587, Philippe de Sivry, seigneur de Walhain (en Hainaut) et préfet de la ville de Mons (Belgique) reçoit, sous le nom de taratouffli, des tubercules de pomme de terre envoyés par le légat du pape. Il en envoie deux à Charles de L'Écluse au début de 1588[20].
- 1596, le botaniste anglais John Gerard publie le catalogue des plantes de son jardin de Holborn, près de Londres, dont la pomme de terre, qu'il nomme Papus orbiculatus[21].
- 1596, le botaniste bâlois Gaspard Bauhin dans son Φυτοπιναξ (Phytopinax) donne la première description botanique et la première représentation publiée de la pomme de terre, qu'il nomme Solanum tuberosum[22].
- Décembre 1597, John Gerard publie son herbier (Herball, Generall Historie of Plants). La pomme de terre est décrite et illustrée sous le nom de potatoe of Virginia (pomme de terre de Virginie)[23].
- 1600, dans son Théâtre d'agriculture et mesnage des champs, l'agronome français Olivier de Serres cite la pomme de terre qu'il nomme « cartoufle »[24].

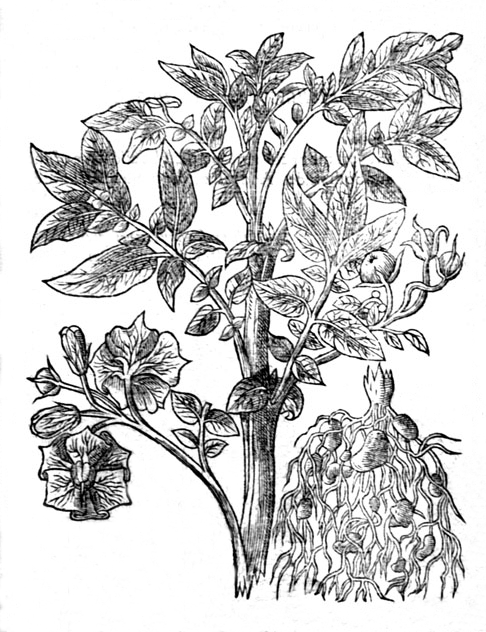
John Gerard, The Herball or Generall Historie of Plantes (1597).
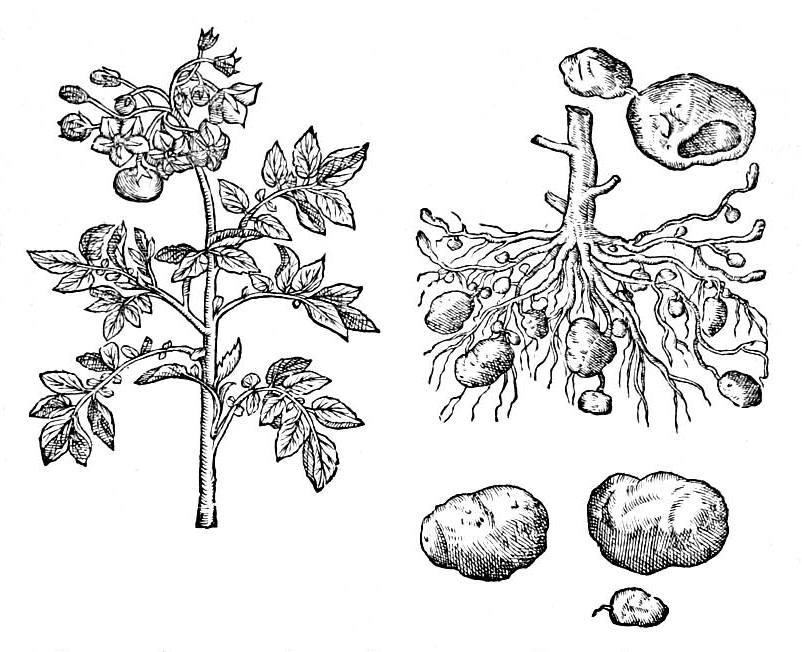
Charles de L'Écluse, Rarorium Plantarum Historia(1601).
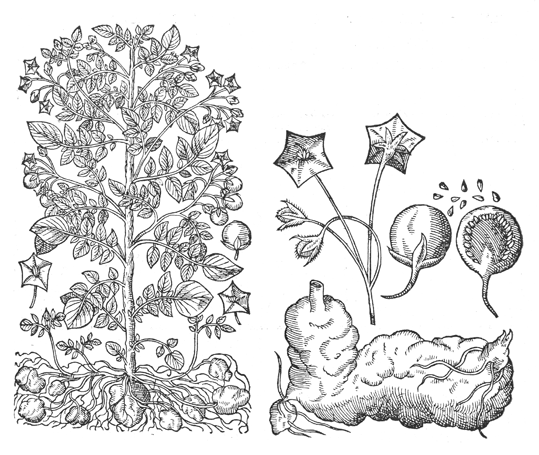
Gaspard Bauhin, Theatri botanici (1671).

## XVIIesiècle
- 1601, Charles de L'Écluse publie à Anvers son Rariorum plantarum historia (Histoire des plantes rares) dans lequel la pomme de terre est décrite précisément et illustrée sous le nom de Arachidna Teoph. Fortè; Papas Peruanorum[25].
- 1603, des colons néerlandais introduisent la pomme de terre dans les îles Penghu dans le détroit de Taïwan (Chine)[26].
- 1604, Lancelot de Casteau publie à Liège son Ouverture de cuisine dans laquelle il présente quatre manières d'accommoder la « tartoufle »[27].
- 1609, publication à Lisbonne des Comentarios Reales de los Incas (Commentaires royaux des Incas) de l'Inca Garcilaso de la Vega qui cite les papas, ainsi que leur forme conservée, le chunu[28].
- 1613, introduction de la pomme de terre aux Bermudes depuis l'Angleterre[29].
- 1615, première attestation de la pomme de terre en Inde lors d'un banquet à Ajmer (Rajasthan), offert par Asaf Khan à l'ambassadeur britannique, sir Thomas Roe[30].
- 1616, en France, selon Jean-Henri Fabre, « le premier plat de pommes de terre, alors rareté de haut prix, est servi à la table du roi Louis XIII »[31].
- 1620, le père Robert Clarke, un des frères de l'ordre des Chartreux obligés de quitter l'Angleterre à cette époque, introduit la culture de la pomme de terre près de Nieuport en Flandre-Occidentale[32].
- 1620, Gaspard Bauhin publie son Prodomos Theatri Botanici dans lequel il nomme la pomme de terre Solanum tuberosum esculentum (morelle tubéreuse comestible)[33].
- 1621, première introduction de la pomme de terre aux États-Unis par Nathaniel Butler, gouverneur des Bermudes qui en fit don au gouverneur de Virginie, Francis Wyatt[34].
- 1647, un agriculteur nommé Hans Rogler est le premier à cultiver la pomme de terre en Allemagne à Pilgramsreuth (de), près de Rehau (Bavière)[35].
- 1650, la pomme de terre est déjà une culture de plein champ en Flandre-Occidentale[36].
- 1658, en Suède, le naturaliste Olof Rudbeck plante des pommes de terre dans le jardin botanique d'Uppsala[37].

## XVIIIesiècle

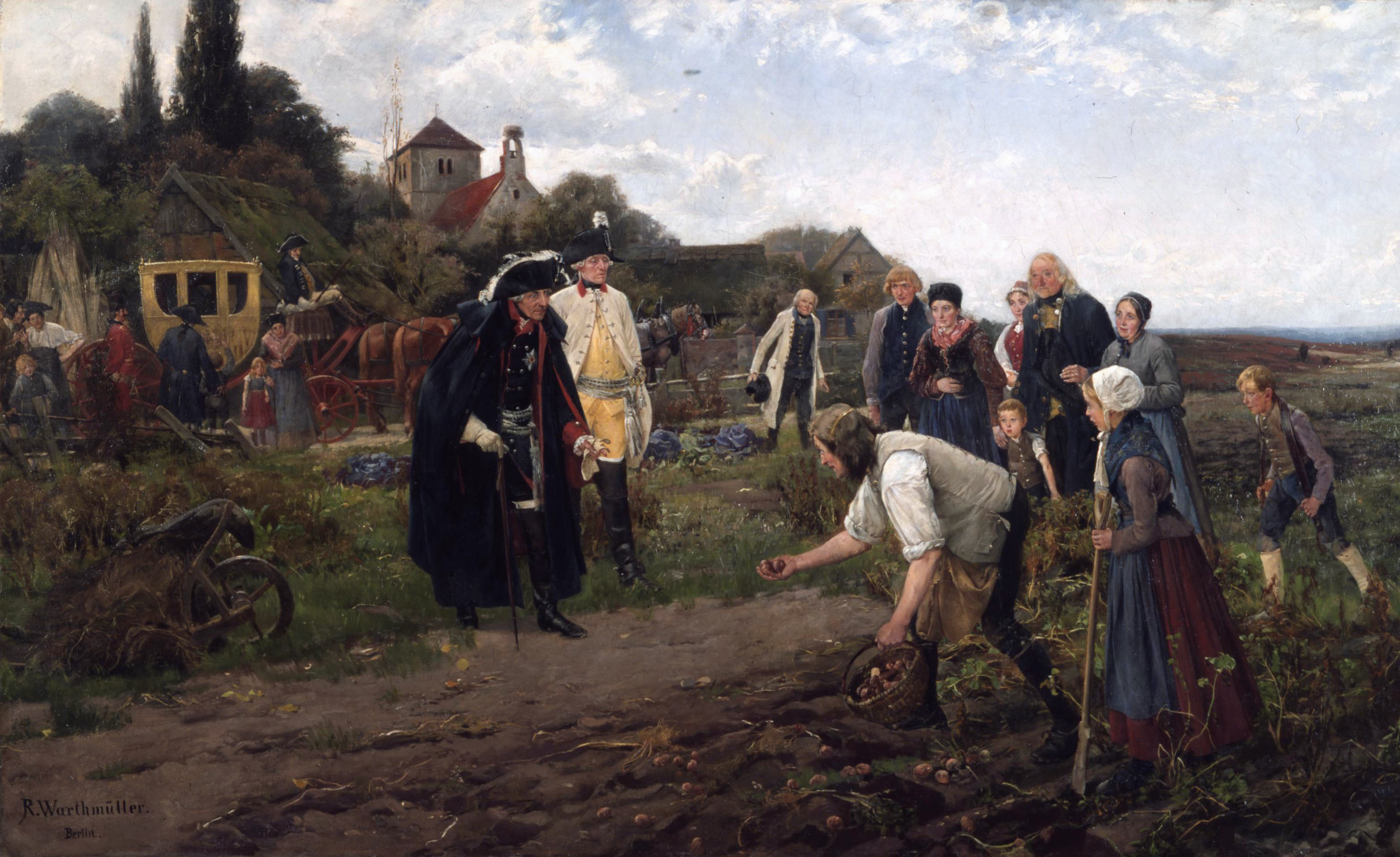
Frédéric II examinant un champ de pommes de terre.

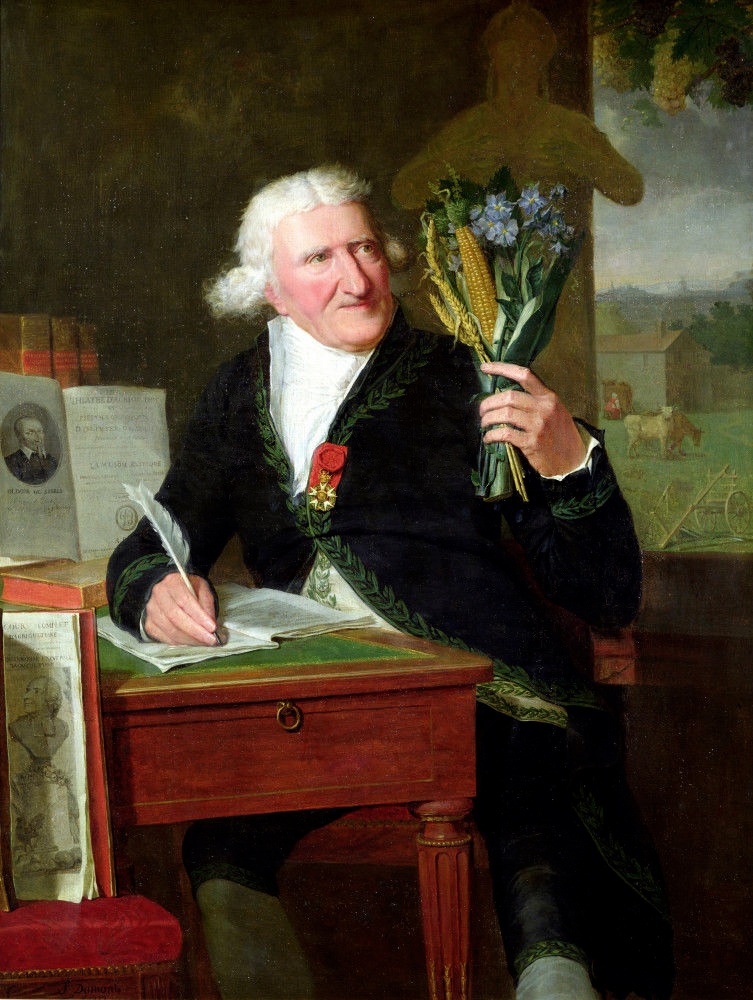
Portrait de Parmentier

- 1715- 1716, la Cour souveraine de Nancy déclare que la dîme doit s'appliquer aux cultures de pomme de terre[38]
- 1719, des immigrants presbytériens irlandais s'installent à Londonderry (New Hampshire) et introduisent la culture des pommes de terre, pour la première fois aux États-Unis[39].
- 1740, le froid intense de l'hiver 1739-1740, qui détruit la récolte de pommes de terre, suivi d'une sécheresse l'été suivant, entraîne une famine en Irlande[40].
- 1750, De Combles, agronome français, dans son École du potager (1re édition) décrit la pomme de terre sous le nom de « truffe » indiquant qu'elle est consommée par le « petit peuple »[41].
- 1753, dans son Species plantarum, Linné attribue à la pomme de terre le nom binominal Solanum tuberosum, repris de Gaspard Bauhin[42].
- 1756, Henri Louis Duhamel du Monceau, botaniste et agronome français, publie son Traité de la culture des terres dans lequel il rapporte des expériences de culture de la pomme de terre, notamment celle de M. de Villiers à Villiers-en-Lieu (Champagne) en 1755 et 1756. Ces pommes de terre étaient destinées à l'alimentation du bétail après cuisson à l'eau[43].
- 24 mars 1756, le roi de Prusse, Frédéric II le Grand, émet l'édit des pommes de terre qui ordonnait la culture de la patate.
- 1765, l'Encyclopédie de Diderot et D’Alembert indique que la pomme de terre est cultivée « en Lorraine, en Alsace, dans le Lyonnois, le Vivarais, le Dauphiné, etc. » et qu'elle est consommée surtout par les paysans[44].
- 1766, l'agronome suisse, Samuel Engel, publie son Traité de la nature, de la culture et de l'utilité des pommes de terre, dans le but de favoriser la culture de la pomme de terre en Suisse romande[45].
- 1767, le chevalier Mustel présente à la Société royale d'agriculture de Rouen son Mémoire sur les pommes de terre et sur le pain oeconomique[46].
- En 1771, l'académie de Besançon lance un concours sur les végétaux qui pourraient suppléer en cas de disette à ceux que l'on emploie communément, dont Parmentier remporte le premier prix.
- 1772, le navigateur français, Marc Joseph Marion du Fresne, est le premier à introduire la pomme de terre en Nouvelle-Zélande. Il la fit planter, avec d'autres plantes (blé, maïs, etc.), dans un jardin établi dans l'île de Moturua (Baie des Îles)[47].
- 1772, Jean-François de La Marche, évêque du diocèse de Léon (Finistère), surnommé l'« évêque des patates » (Escop ar patatez), encourage la culture de la pomme de terre en Bretagne[48].
- 1774, George Bogle, représentant de la Compagnie anglaise des Indes orientales, en mission au Bhoutan de 1774 à 1776, aurait reçu instruction du gouverneur général de la Compagnie, Warren Hastings, de planter des pommes de terre à chaque étape de son voyage[49].
- 1776, Adam Smith, dans la Richesse des nations (An Inquiry into the Nature and Causes of the Wealth of Nations), estime qu'en valeur alimentaire, un champ de pommes de terre produit trois fois plus qu'un champ de blé[50].
- 1778-1779, Guerre des Pommes de terre (Kartoffelkrieg).
- 1789, Antoine Augustin Parmentier publie un Traité sur la culture et les usages des pommes de terre, de la patate, et du topinambour[51].
- 13 janvier 1794 (25 nivôse an II), en France, la Convention, adopte une loi généralisant la culture de la pomme de terre[52].
- 1791, les Espagnols introduisent à Neah Bay (fort situé sur la côte Pacifique dans l'actuel État de Washington - États-Unis) des pommes de terre dont dérive la variété Makah Ozette[53].
- 1794, à Paris, publication de La Cuisinière républicaine, qui enseigne la manière simple d'accommoder les pommes de terre, avec quelques avis sur les soins nécessaires pour les conserver, de madame Mérigot, premier livre de recettes consacré à la pomme de terre en France[54].

## XIXesiècle

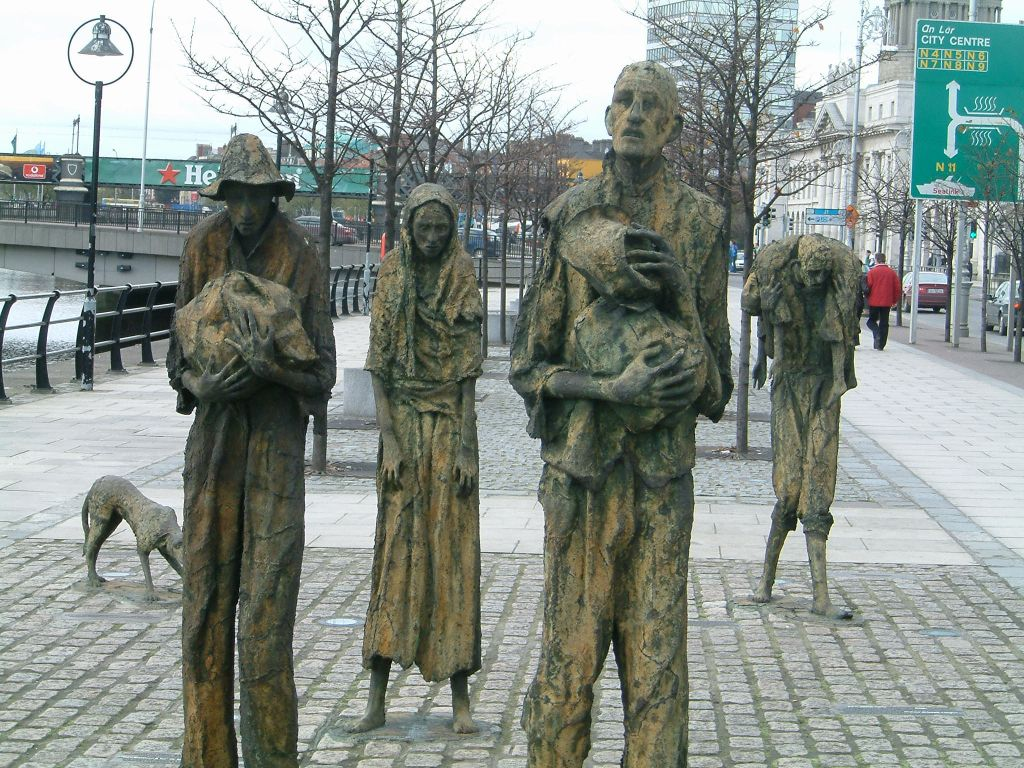
Mémorial à la Grande famine de Dublin.

- 1802, John Malcolm introduit la pomme de terre en Perse[55]. La pomme de terre est alors appelée « prune de Malcolm », آلوئی مالکم ālū-i malqalm[56].
- 1803, visitant le Mexique, Alexander von Humboldt relate pour la première fois la présence de la pomme de terre cultivée dans ce pays. Il émet l'hypothèse que la plante a été importée des Andes par les Espagnols[57].
- 1811, année marquant l'apparition de plasma germinatif d'origine chilienne dans les variétés européennes de pomme de terre, jusqu'alors d'origine exclusivement andine[58].
- 1811, premier signalement aux États-Unis du doryphore, ravageur de la pomme de terre originaire du Mexique[59].
- 21 mars 1817, Johann Heinrich Leberecht Pistorius de Weißensee (Allemagne) dépose le brevet d'un alambic qui permet de produire économiquement de l'eau-de-vie de pomme de terre.
- 1825, des « émeutes de la pomme de terre » éclatent dans l'île de Man lorsque l'évêque du lieu décide de lever la dîme sur la récolte de pommes de terre et de navets, et le contraignent à renoncer[60].
- 1827, William Kitchiner, cuisinier anglais publie The cook's oracle qui contient notamment une recette intitulée Potatoes fried in slices or shavings préfigurant les chips[61].
- 1834-1844, émeutes des pommes de terre en Russie, où la paysannerie se soulève contre les méthodes autoritaires d'introduction de la culture des pommes de terre[62].
- 1835, première définition de l'expression « pomme de terre » dans le dictionnaire de l'Académie française, sixième édition, article Pomme[63].
- 1836, un missionnaire presbytérien, Henry H. Spalding, plante les premières pommes de terre dans l'Idaho (États-Unis) à Lapwai chez les indiens Nez-Percés[64].
- 24 août 1837, le chef Collinet crée les pommes soufflées au restaurant du Pavillon Henri IV à Saint-Germain-en-Laye (Yvelines)[65].
- 1843, les cultures de pommes de terre de la côte Est des États-Unis sont frappées par le mildiou[37].
- 1844, premiers signalements du mildiou en Angleterre et en Belgique[37].
- 1845, le mildiou provoque une forte baisse de la récolte de pommes de terre dans toute l'Europe du Nord, particulièrement en Belgique et aux Pays-Bas (respectivement - 87 % et - 71 %)[66].
- 1845, Darwin découvre une nouvelle variété de pomme de terre indigène dans les îles des Guaitecas (Chili)[67].
- 1845, la mycologue belge, Marie-Anne Libert, est la première à décrire l'agent pathogène du mildiou qu'elle nomme Botrytis vastatrix[37].
- 1846-1851, le mildiou de la pomme de terre provoque la Grande famine en Irlande.
- Avril 1847, des émeutes (la Kartoffelrevolution) éclatent à Berlin à la suite des mauvaises récoltes de pommes de terre dues au mildiou[68]

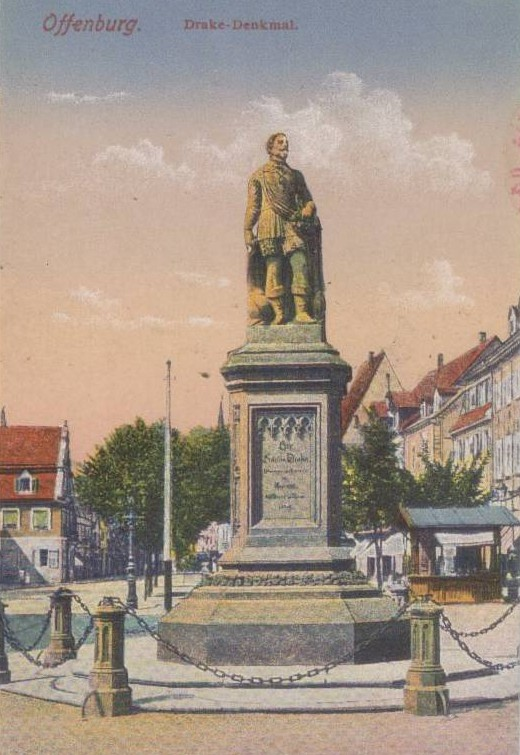
Statue de Sir Francis Drake à Offenbourg par André Friederich, 1856 (statue détruite pendant la Seconde Guerre mondiale).

- 1853, érection à Offenbourg (Allemagne) d'une statue de Francis Drake tenant un plant de pomme de terre fleuri dans la main gauche, en l'honneur de celui qui « répandit l'usage de la pomme de terre en Europe ». Ce monument fut détruit pendant la Seconde Guerre mondiale[69].
- 1853, à Utica (New York), Chauncey E. Goodrich obtient, à partir d'une introduction du Chili, la variété 'Garnet Chili' qui eut une descendance prolifique, dont des variétés qui ont joué un rôle de premier plan telles que 'Early Rose', 'Russet Burbank' et 'Kennebec'[70],[71].
- 1853, invention des chips attribuée à George Crum, chef cuisinier à Saratoga Springs (État de New York)[72].
- 1858, introduction de la pomme de terre en Éthiopie par Wilhelm Schimper, botaniste allemand[73].
- 1858, le peintre français Jean-François Millet peint l'Angélus, ou la mauvaise récolte, tableau inspiré par la catastrophe du mildiou[74].
- 1859, États-Unis, première attaque notable du doryphore sur des pommes de terre cultivées dans le Nebraska, à 160 km environ à l'ouest d'Omaha[75].
- 1861, Anton de Bary, microbiologiste allemand, décrit le cycle biologique de l'agent du mildiou de la pomme de terre et le renomme Phytophthora infestans[76],[37].
- 1870, à Paris le cuisinier français Adolphe Dugléré crée la recette des pommes Anna[77].
- 1876, la galle verruqueuse (Synchitrium endobioticum) est signalée, pour la première fois en Europe, au Royaume-Uni[78].
- 1877, le doryphore est signalé en Allemagne, mais aussitôt éradiqué[59].

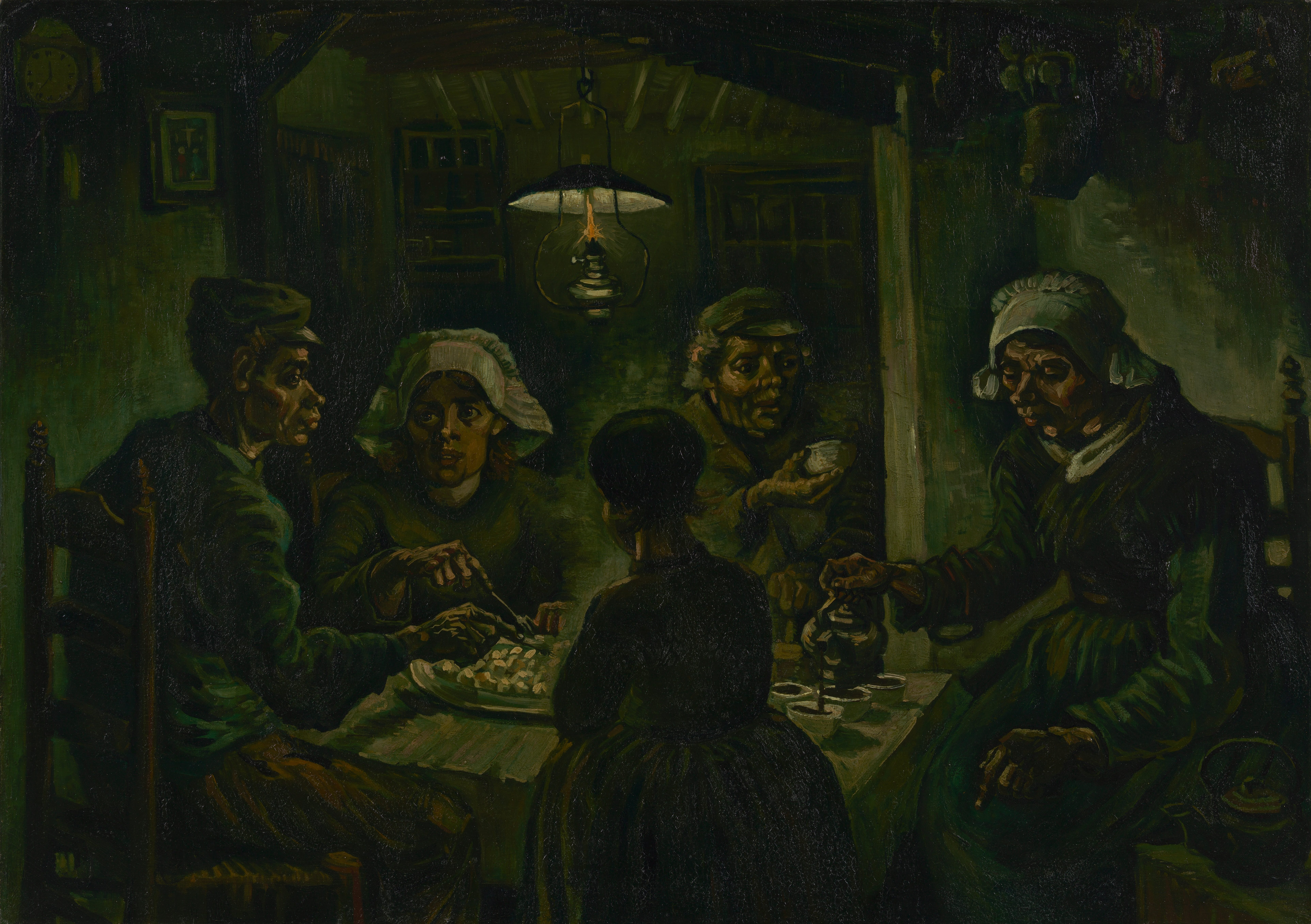
Les Mangeurs de pommes de terre, Vincent van Gogh, Van Gogh Museum (Amsterdam).

- 1883, Alexis Millardet, botaniste français, met au point la bouillie bordelaise pour lutter contre le mildiou, utilisée d'abord sur la vigne, puis sur la pomme de terre[79].
- 1885, Vincent van Gogh peint les Mangeurs de pommes de terre, point d'orgue d'une série de toiles illustrant la vie des paysans hollandais[80].
- 1886, France, publication de la deuxième édition du Catalogue méthodique et synonymique des variétés de pommes de terre par Henry Lévêque de Vilmorin[81].
- 1894, Hazen S. Pingree (en), maire de Detroit lance le Potato Patch Plan pour venir en aide aux victimes de la crise économique[82].
- 1895, William Tappenden ouvre à Cleveland (États-Unis) la première usine de chips[83].
- 1896, identification de l'agent de la galle verruqueuse par Schilbersky (université de Budapest) sous le nom de Chrysophlyctis endobiotica (renommé Synchytrium endobioticum en 1910 par Percival[84].

## XXesiècle
- 1903, les frères Lumière déposent le brevet de la plaque autochrome qui capte la lumière grâce à des grains de fécule de pomme de terre teintés[85].
- 1904, création de la variété 'Bintje'.
- 1909, la galle verruqueuse est signalée à Terre-Neuve pour la première fois en Amérique du Nord[86].
- 1910, découverte en Écosse de la résistance au mildiou de Solanum demissum, qui sera exploitée par la suite pour créer des variétés résistantes[87].
- 1912, les États-Unis décrètent un embargo sur les importations de pommes de terre en provenance des pays d'Europe touchés par la galle verruqueuse[86].
- 1917, à Amsterdam (Pays-Bas), les « émeutes des pommes de terre » (Aardappeloproer) se déclenchent à l'arrivée d'un navire chargé de ces tubercules alors que la ville était soumise au rationnement[88].
- 1917, le Grand-Duché du Luxembourg décrète l'« expropriation » des pommes de terre[89].
- 15 juin 1922, le doryphore est découvert en France au Taillan (Gironde) d'où il se répand dans toute l'Europe[90].

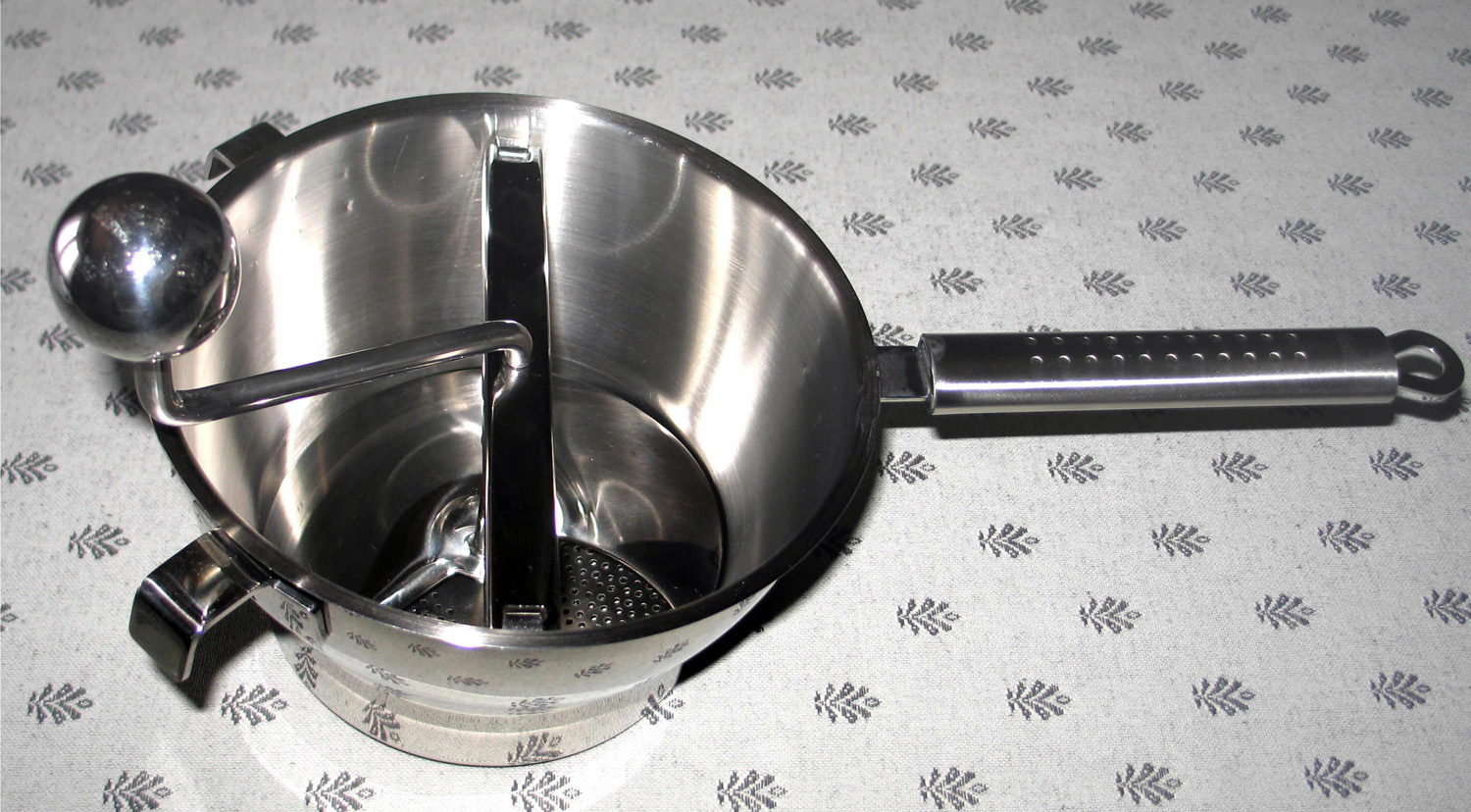
Le Passe-Vite inventé en 1928 par le Belge Victor Simon.

- 1925-1928, l'institut de botanique appliquée de Léningrad envoie en Amérique centrale et Amérique du Sud deux expéditions de collecte de variétés de pommes de terre dirigées par Bukasov et Jusepczuk[91].
- 1926, l'Américaine Laura Scudder invente les sachets scellés hermétiquement pour conserver la fraîcheur des chips[92].
- 1928, un inventeur belge, Victor Simon, dépose le brevet du Passe-vite, premier moulin à légume et presse-purée[93].
- 1929, dépôt du brevet de l'Économe, couteau « épluche-patates »[94].
- 1935, aux États-Unis la loi dite Potato control law restreint le commerce des pommes de terre dans le cadre du New Deal.
- 1936, à Bruxelles (Belgique), première « conférence internationale pour l'étude de la lutte en commun contre le doryphore » qui réunit des représentants de l'Allemagne, de la Belgique, de la France, de l'Italie, du Luxembourg, du Maroc, des Pays-Bas, de la Pologne, de la Suède, de la Suisse, de la Tchécoslovaquie et du Royaume-Uni[95].
- 1938, première mission de collecte en Amérique du Sud pour le compte de la Commonwealth Potato Collection[96].
- 1949, Inde, création du Central Potato Research Institute (CPRI, Institut central de recherche sur la pomme de terre)[97].
- 6 octobre 1952, Marilyn Monroe pose dans une robe coupée dans un sac de pommes de terre de l'Idaho, pour le photographe Earl Theisen[98].
- 1952, Inde, le CPRI introduit six nouvelles variétés sur le marché : Kufri kisan, Kufri kuber, Kufri kumar, Kufri kundan, Kufri red et Kufri safer[99]
- 1954, le poète chilien Pablo Neruda célèbre, dans son Oda a la papa, l'« indianité » de la pomme de terre (Odas elementales)[100].
- 1957, fondation de la société McCain Foods à Florenceville-Bristol au Nouveau-Brunswick (Canada)[101].
- 1962, Canada, invention de la purée instantanée par Edward Asselbergs, chercheur du département de l'Agriculture à Ottawa[102].
- 1971, fondation du Centre international de la pomme de terre (CIP) à Lima (Pérou)[103].
- 1973, la teigne guatémaltèque de la pomme de terre (Tecia solanivora) est décrite pour la première fois au Guatemala[104].
- 1981, une nouvelle souche de mildiou (Phytophthora infestans), originaire du Mexique, apparait en Suisse et se répand rapidement dans toute l'Europe, puis dans le monde[105].
- 1988, la première carte génétique de la pomme de terre, basée sur des marqueurs moléculaires RFLP, est établie à l'Université Cornell par Merideth W. Bonierbale[106].
- 1991, aux États-Unis, Pringles crée la plus grosse chips du monde[107].
- 1993, premier congrès mondial de la pomme de terre à Charlottetown (Île-du-Prince-Édouard, Canada)[108].
- 1993, La Chine devient le premier producteur mondial de pommes de terre[109].
- 1995, la société Monsanto est autorisée à commercialiser aux États-Unis la variété 'NewLeaf', génétiquement modifiée pour résister au doryphore[110].
- 1995, première culture de pommes de terre dans l'espace lors d'une mission de la navette spatiale Columbia[111].
- 26 juin 1996, Jersey Royal Potatoes, première labellisation AOP d'une production de pommes de terre dans l'Union européenne[112].
- 5 février 1998, décret définissant la première pomme de terre AOC en France (pomme de terre de l'île de Ré)[113].
- 1998, déclenchement au Royaume-Uni de l'Affaire Pusztai, controverse à propos d'une variété expérimentale de pomme de terre transgénique[114].
- 1999, publication par Agrimedia de la première édition du « Catalogue mondial des variétés de pommes de terre ». L'édition 2007 recense plus de 4200 variétés[115].
- 2000, le CIP restitue 496 nouvelles variétés indigènes à des communautés indiennes du Pérou[116].
- Mars 2000, la teigne du Guatemala, originaire d'Amérique centrale, est identifiée dans les îles Canaries[117].

## XXIesiècle
- 2001, les grands groupes de restauration rapide, dont McDonald's, s'engagent à ne pas utiliser de pommes de terre génétiquement modifiées[118].
- 2003, la société allemande Grimme, premier constructeur mondial d'arracheuses-récolteuses de pommes de terre, absorbe le leader américain du secteur, la société Spudnik[119].
- 2003, aux États-Unis, au plus fort de la crise irakienne, certains restaurants rebaptisent les frites (French fries) en Freedom fries (frites de la liberté)[120].
- 2005, le Pérou instaure une « Journée nationale de la pomme de terre » (Día Nacional de la Papa) le 30 mai[121].
- 2007, afin de protéger la diversité génétique des variétés indigènes, le gouvernement régional de Cuzco (Pérou) décrète le bannissement des pommes de terre transgéniques de son territoire[122].
- 2008, la FAO organise l'« année internationale de la pomme de terre » en application d'une décision de l'assemblée générale des Nations unies du 22 décembre 2005[123].
- 2009, McCain Foods ouvre en France, à Matougues (Marne), la plus grosse unité de production de frites précuites surgelées[124].
- 2009, le Potato Genome Sequencing Consortium (PGSC, Consortium de séquençage du génome de la pomme de terre) publie une première ébauche du séquençage du génome de la pomme de terre[125].
- janvier 2010, en Russie, la commercialisation d'une variété de pomme de terre transgénique, 'Elizabeth', conçue pour résister au doryphore, est approuvée[126].
- 5 février 2010, lancement à Pékin du CIP-China Center for Asia and the Pacific (CCCAP), centre de recherche international dédié aux recherches sur la pomme de terre et la patate douce en Chine et dans la grande région Asie-pacifique, en partenariat entre le Centre international de la pomme de terre et le ministère chinois de l'Agriculture[127].

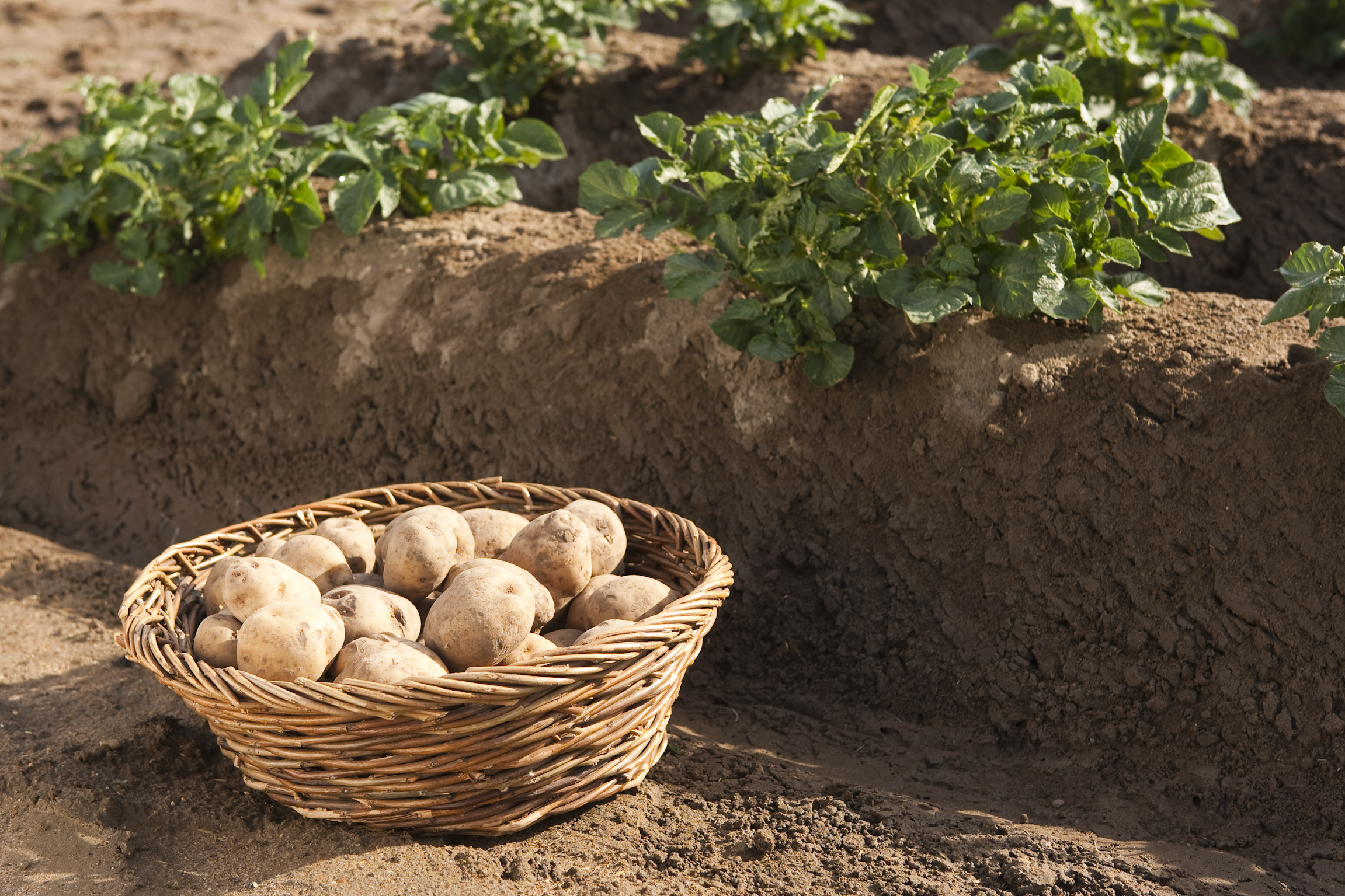
Pommes de terre 'Amflora'.

- 2 mars 2010, l'Union européenne autorise la variété féculière transgénique 'Amflora' créée par la société BASF Plant Science[128].
- septembre 2010, annonce de la mise au point en Inde, par une équipe du National Institute of Plant Genome Research (NIPGR) et du Central Potato Research Institute (CPRI), d'une variété transgénique de pomme de terre enrichie en protéines. Appelée Protato, cette pomme de terre a reçu un gène de synthèse des protéines, AmA1, d'une Amarante cultivée, Amaranthus hypochondriacus[129],[130].
- 10 novembre 2010, en Espagne la société Newco et Neiker-Tecnalia (Institut basque de recherches agronomiques) lancent un projet de recherche pour la production de plants de pommes de terre par la technique aéroponique[131].
- 11 juillet 2011, publication dans la revue scientifique Nature des résultats du séquençage du génome de la pomme de terre mené par le Potato Genome Sequencing Consortium (PGSC)[132].
- 2013 : La variété 'Lumper' est à nouveau commercialisée en Irlande, 170 ans après la grande famine[133].
- 7 novembre 2014 : le département de l’Agriculture des États-Unis (USDA) approuve les variétés de pomme de terre 'Innate', génétiquement modifiées pour éviter le noircissement interne et la formation d'acrylamide lors de la friture[134].